# Provinciile din Madagascar

Madagascarul a fost împărțit în șase „provincii autonome” (faritany mizakatena):
1. Provincia Antananarivo
2. Provincia Antsiranana
3. Provincia Fianarantsoa
4. Provincia Mahajanga
5. Provincia Toamasina
6. Provincia Toliara

Provinciile au fost dizolvate ca urmare a noilor diviziuni regionale și a referendumului constituțional din 2007. A existat un interval de timp de treizeci de luni (până în octombrie 2009) pentru tranziție. Dar în noua constituție, adoptată în 2010, șase provincii autonome sunt enumerate din nou.

## Istoric
Provinciile au fost create în 1946, când Madagascarul era o colonie franceză. Inițial au fost cinci, în timp ce a șasea (Diego Suarez/Antsiranana) a fost creată mai târziu, dar înainte de alegerile provinciale din 1957. Aceleași provincii au continuat să existe și după independența din 1960.
Noua constituție din 1992 prevedea că țara ar trebui împărțită în entități descentralizate territorial, fără a intra în detalii. Prin legea din 1994, au fost definite trei niveluri de entitate: regiuni, departamente și comune. Provinciile nu au fost menționate în lege.
După ce fostul președinte Didier Ratsiraka a fost reales în 1997, el a introdus în 1998 o constituție revizuită în care provinciile încă existente au fost transformate în „provincii autonome”. Înainte de aceasta, nicio constituție nu a oferit detalii despre subdiviziunile țării, lăsând-o să fie condusă prin lege. Provinciile autonome au fost create în 2000. Motivația oficială a fost de a face din Madagascar un stat federal descentralizat. Criticii spun că motivația ascunsă a fost să se asigure că Ratsiraka a avut un sprijin solid din partea majorității provinciilor; partidul său AREMA a câștigat alegerile provinciale din 2000 în toate provinciile, cu excepția Antananarivo.
Odată cu alegerile prezidențiale din 2001, în care candidatul opoziției Ravalomanana a susținut că cifrele oficiale au fost frauduloase, cei cinci guvernatori ai provinciei AREMA au ieșit în sprijinul Ratsiraka și chiar s-au declarat independenți de republică.
Când Ravalomanana și-a asigurat funcția de președinte al republicii, guvernatorii provinciali au fost înlocuiți cu PSD (președinți de delegație specială), care sunt încă în vigoare. Acest lucru a pus efectiv capăt „provinciilor autonome”, deși acestea rămân nominal în vigoare deoarece sunt incluse în constituție.
Zvonurile despre dizolvarea provinciilor autonome existau de ceva timp, când la 4 aprilie 2007 a avut loc un referendum constituțional, în care majoritatea alegătorilor susțineau o constituție revizuită, fără nicio provincie. Noile regiuni vor deveni cel mai înalt nivel de subdiviziune.
În anii de după independență, 1960, Madagascarul a avut un sistem de divizare de inspirație franceză.
În timpul celei de-a doua republici (1975-1991), Madagascarul a fost împărțit în patru niveluri de guvernare:
1. Faritany (provincie)
2. Fivondronana (sau fivondronampokontany)
3. Firaisana (sau firaisampokontany)
4. Fokonolona (sau fokontany)

Astăzi există cinci niveluri diferite de diviziune:
1. Faritany mizakatena (provincie autonomă) (6)
2. Faritra (regiune) (22)
3. Fivondronana (district) (116)
4. Kaominina ([comună (entitate subnațională)|comună]]) (1.548)
5. Fokontany (16.969)

Constituția din 1992 a hotărât ca țara să fie descentralizată în entități teritoriale. Denumirea, numărul și limitele entităților teritoriale ar trebui să fie stabilite prin lege. Legea adoptată de adunarea națională în 1994 a definit trei astfel de niveluri de entitate: regiune (faritra), departa (departemanta) și comune (kaominina). Comunele au fost create în 1996. Provinciile existente nu au fost menționate în lege.
Cu fostul președinte Didier Ratsiraka înapoi la putere, constituția a fost modificată în 1998, pentru a include și menționa în mod specific șase provincii autonome, împărțite în regiuni și comune nedefinite. Provinciile autonome, având aceleași nume și teritorii ca și provinciile deja existente, au fost create în 2000. Alegerile pentru cele șase consilii provinciale au avut loc la 3 decembrie 2000, rezultând o majoritate AREMA în toate provinciile, cu excepția Antananarivo.
În timpul luptei pentru putere de după alegerile prezidențiale din 2001, cinci dintre aceste provincii, ai căror guvernatori au sprijinit Ratsiraka, s-au declarat independente de republică. Noul președinte, Ravalomanana, a înlocuit guvernele provinciale cu delegații speciale, numite de președinte. Acest lucru înseamnă efectiv că provinciile autonome au încetat să mai existe ca atare, iar dizolvarea lor este planificată (a se vedea mai jos).
În 2004, regiunile au fost în cele din urmă create de adunarea națională în legea numărul 2004-001. Între timp, cele 28 de regiuni propuse inițial au devenit 22. Deși sunt subdiviziuni ale provinciilor, ele sunt reprezentanți (și reprezintă poporul) republicii, nu ai provinciei. Regiunile vor prelua, de asemenea, activele "ex-Fivondronampokontany". De asemenea, se menționează că comunele sunt singurele entități care sunt operaționale și va exista o perioadă nespecificată de tranziție la noul sistem. Departamentele nu sunt menționate în lege, în schimb se utilizează denumirea de "componente" ale regiunilor.
De asemenea, în 2004, Fokontany deja existente au fost redefinite în decretul prezidențial 2004-299. Acestea sunt subdiviziuni ale comunelor și conduse de un șef desemnat de primar.
În 2005, o nouă entitate numită "districte" (distrika) a fost creată prin decretul prezidențial 2005-012, înlocuind nivelul departamentului din 1994. Sunt 116 raioane. Ele au aceleași limite ca și vechile "Sous-préfectures" sau "ex-Fivondronampokontany". Acestea sunt definite ca subdiviziuni ale regiunilor și conțin una sau mai multe "Arondismente Administratifs". Șeful unui district este desemnat de șeful regiunii.
În Constituția din 2007, provinciile autonome au fost eliminate. În schimb, regiunile, comunele și fokontany (dar nu și districtele) sunt incluse.